# Paolo Andreolli
Paolo Andreolli SX (* 16. Dezember 1972 in Noventa Vicentina, Provinz Vicenza) ist ein italienischer römisch-katholischer Ordensgeistlicher und Weihbischof des Erzbistums Belém do Pará in Brasilien.

Wappen von Paolo Andreolli

## Leben
Paolo Andreolli besuchte von 1978 bis 1983 die Grundschule und von 1983 bis 1984 die Mittelschule in Poiana Maggiore sowie anschließend die Kleinen Seminare der Xaverianer-Missionare in Vicenza und des Bistums Vicenza. Danach studierte er Pädagogik am Priesterseminar in Parma. Nachdem Andreolli dort einen Studienabschluss erlangt hatte, trat er der Ordensgemeinschaft der Xaverianer-Missionare bei und absolvierte von 1992 bis 1994 das Noviziat in Ancona. Am 21. August 1994 legte er die erste Profess ab. Von 1994 bis 2000 studierte er Philosophie und Katholische Theologie am Priesterseminar in Reggio nell’Emilia. Nachdem Andreolli am 5. März 2000 die ewige Profess abgelegt hatte, wurde er am Folgetag zum Diakon geweiht und empfing am 17. September desselben Jahres das Sakrament der Priesterweihe.
Andreolli war zunächst in der Missionsarbeit und in der Berufungspastoral in Desio tätig. Zudem gehörte er dem Koordinierungsausschuss für die pfarrlichen Missionsräte im Erzbistum Mailand an. Daneben erwarb er an der Theologischen Fakultät von Norditalien in Mailand einen Abschluss in den Fächern Spiritualität und geistliche Begleitung. 2007 wurde Paolo Andreolli nach Brasilien entsandt, wo er als Pfarrvikar in São Félix do Xingu in der Territorialprälatur Xingu wirkte. 2013 wurde er zuerst Pfarrvikar und später schließlich Pfarrer der Pfarrei Nossa Senhora Aparecida in Tucumã. Ab 2017 war Andreolli Pfarrvikar der Pfarrei São Francisco Xavier und Verantwortlicher für die Berufungspastoral der Xaverianer-Missionare in Belém.
Am 1. Februar 2023 ernannte ihn Papst Franziskus zum Titularbischof von Altava und zum Weihbischof in Belém do Pará. Die Bischofsweihe spendete ihm am 15. April desselben Jahres in der Kathedrale Nossa Senhora das Graças der Erzbischof von Belém do Pará, Alberto Taveira Corrêa. Mitkonsekratoren waren die Bischöfe von Óbidos, Bernardo Johannes Bahlmann und Alto Solimões, Adolfo Zon Pereira.